# Jaderná hlavice

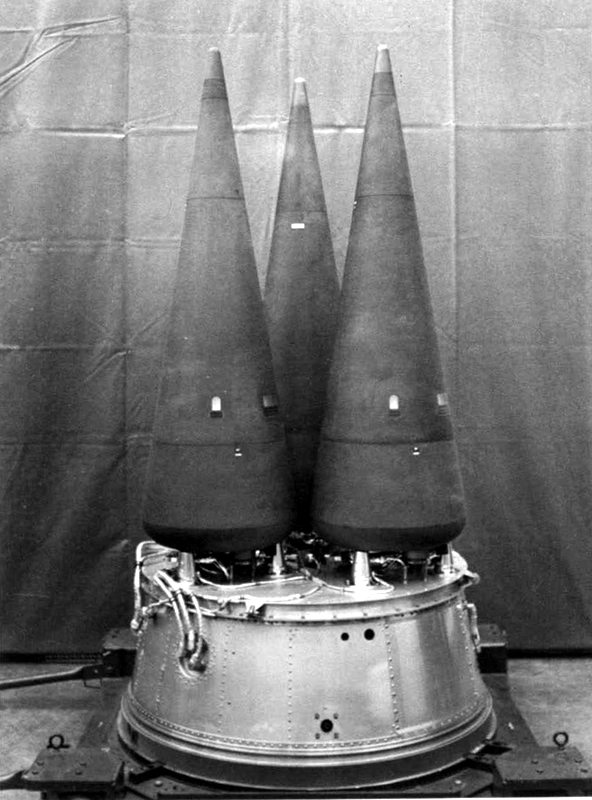
Jaderná hlavice

Jaderná hlavice je odborný termín pro část rakety, která nese jadernou zbraň. Z odbornějšího pohledu se vojenské rakety rozdělují na dvě základní části - nosič a hlavici s náloží. Hlavice je vyráběna samostatně a je nezávislá na raketovém nosiči a často se dá osadit do více typů nosičů. Její oddělená výroba má několik opodstatnění.
- bezpečnostní - hlavice se dá vyrábět na jiném místě než nosič, který nepracuje s radioaktivními látkami
- logistický - snazší přeprava menší hlavice, než celého nosiče na odpalovací místo
- taktický - nepřítel nikdy neví, která raketa je osazena jadernou hlavicí
- praktický - cena jaderné hlavice je mnohem vyšší než konvenční a tak při poruše nosiče je možno jadernou hlavici přendat na jiný nosič